# Joigne
Joigne – rzeka we Francji, przepływająca przez teren departamentu Manche, o długości 13,1 km. Stanowi lewy dopływ rzeki Vire.